# Derrick Green
Derrick Lamont Green detto Derrick Leon Green (Cleveland, 20 gennaio 1971) è un cantante statunitense, noto per la sua militanza nel gruppo musicale brasiliano Sepultura, in cui entrò nel 1998 dopo l'uscita di Max Cavalera.
Precedentemente Derrick fu cantante del gruppo thrash metal/hardcore Outface (1992), dei Krop Acid e di molti altri gruppi hardcore come i Alpha Jerk nel corso degli anni novanta.

## Discografia

### Sepultura
- 1998 – Against
- 2001 – Nation
- 2002 – Revolusongs
- 2003 – Roorback
- 2005 – Live in São Paulo
- 2006 – Dante XXI
- 2009 – A-Lex
- 2011 – Kairos
- 2013 – The Mediator Between the Head and Hands Must Be The Heart
- 2017 – Machine Messiah
- 2020 – Quadra

### Outface
- 1990 – Outface (demo autoprodotto)
- 1992 – Friendly Green

### Altri
- 2000 – Pitboss 2000 – Booty Crew (EP)
- 2010 – Musica Diablo – Musica Diablo
- 2012 – Maximum Hedrum – Maximum Hedrum
- 2015 – Renato Cohen Vs Wehbba Feat. Derrick Green – Ganzá Co.Lab2 (The Heat The Beat)

### Collaborazioni
- 1994 – Asphalt – 357 Knockout (voce nei brani Plantation Brown e Burnt con il nome Simon Verde)
- 1995 – Nemorin – Mission of Love (cori nel brano Spiritual Flu)
- 1998 – Both Worlds – Memory Rendered (rap nel brano Aloha Wahine)
- 1999 – Integrity – Integrity 2000 (voce nel brano Never Surrender)
- 2001 – Biohazard – Uncivilization (voce nel brano Trap)
- 2002 – Raimundos – Kavookavala (voce nel brano Kavookavala)
- 2003 – Artisti Vari – Lisbela E O Prisioneiro (voce nel brano A Dança Das Borboletas di Zé Ramalho con gli altri membri dei Sepultura)
- 2004 – O Rappa – Instinto Coletivo Ao Vivo (voce nel brano Ninguém Regula A América con gli altri membri dei Sepultura)
- 2012 – Dust Bolt – Violent Demolition (voce nel brano Deviance)
- 2020 – The Boozehoundz – 99 Bottles (singolo) (voce)
- 2021 – Artisti Vari – Assassins Vol. 6 (voce nel brano Everlasting Blood con Babylons P)